# Санфлауер (округ, Міссісіпі)
Шаблон:StateAbbr_ 33°37′ пн. ш. 90°36′ зх. д. / 33.61° пн. ш. 90.6° зх. д.
Округ  Санфлауер (англ. Sunflower County) — округ (графство) у штаті Міссісіпі, США. Ідентифікатор округу 28133.

## Історія
Округ утворений 1844 року.

## Демографія
За даними перепису 
2000 року 
загальне населення округу становило 34369 осіб, зокрема міського населення було 21883, а сільського — 12486.
Серед мешканців округу чоловіків було 18450, а жінок — 15919. В окрузі було 9637 домогосподарств, 7312 родин, які мешкали в 10338 будинках.
Середній розмір родини становив 3,5.
Віковий розподіл населення поданий у таблиці:
| Стать    | До 15 років | 15-21 | 22-29 | 30-39 | 40-49 | 50-65 | 65-85 | Понад 85 |
| -------- | ----------- | ----- | ----- | ----- | ----- | ----- | ----- | -------- |
| Чоловіки | 3984        | 2693  | 2795  | 3083  | 2742  | 1910  | 1088  | 155      |
| Жінки    | 3747        | 2172  | 1674  | 2107  | 2139  | 1990  | 1717  | 373      |

## Суміжні округи
- Коагома — північ
- Таллагачі — північний схід
- Лефлор — схід
- Гамфріс — південь
- Вашингтон — південний захід
- Болівар — північний захід

## Виноски
1. ↑  U.S. Decennial Census. United States Census Bureau. Архів оригіналу за 19 липня 2018. Процитовано 7 листопада 2014.
2. ↑  Historical Census Browser. University of Virginia Library. Архів оригіналу за 11 серпня 2012. Процитовано 7 листопада 2014.
3. ↑  Population of Counties by Decennial Census: 1900 to 1990. United States Census Bureau. Архів оригіналу за 28 грудня 2014. Процитовано 7 листопада 2014.
4. ↑  Census 2000 PHC-T-4. Ranking Tables for Counties: 1990 and 2000 (PDF). United States Census Bureau. Архів оригіналу (PDF) за 18 грудня 2014. Процитовано 7 листопада 2014.
5. ↑  State & County QuickFacts. United States Census Bureau. Архів оригіналу за 27 грудня 2015. Процитовано 5 вересня 2013. [Архівовано 2011-06-07 у Wayback Machine.](англ.) Наведено за англійською вікіпедією.
6. ↑  American FactFinder. Бюро перепису населення США. Архів оригіналу за 26 лютого 2012. Процитовано 31 січня 2008. [Архівовано 2008-05-21 у Wayback Machine.]

| США | Це незавершена стаття з географії США. Ви можете допомогти проєкту, виправивши або дописавши її. |